# 字典
字典是爲單字提供音韻、解釋、例句、用法的工具書。

## 歷史

### 中國

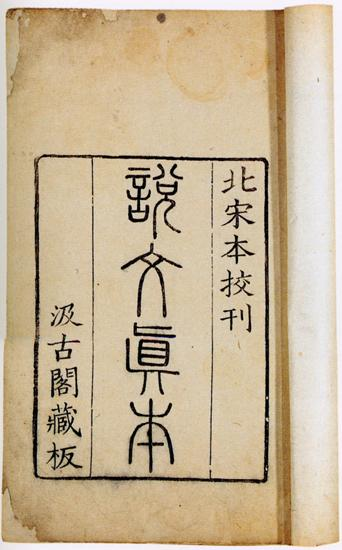
汲古閣刻本《说文解字》十五卷

東方最早的字典可算是在公元30年-124年，漢朝許慎編寫《說文解字》，創立了六書理論，制定了中文字部首的基礎，是字書中的佼佼者。（說文解字應為字書，非字典）
1190年，即西夏乾佑庚戍二十一年，黨項人骨勒茂才完成了西夏的第一部西夏文中文雙語字典－《番漢合時掌中珠》，成為考古學家翻譯西夏文的依據。
在1716年（康熙五十五年），第一部正名為字典的《康熙字典》正式面世。當中除了列舉字的出處外，還羅列《唐韻》、《廣韻》、《集韻》、《韻會》、《正韻》等等的反切，並對同音切語加以歸併。
1815年，英國傳教士馬禮遜在澳門為了翻譯工作，編寫了中國第一部英語學習字典《華英字典》。馬禮遜在倫敦時候，曾經得到一名中國人的教導下學習一年漢語，抵達廣東後，曾翻譯《三字經》及《大學》，並且編寫過漢語語法書籍，所以對中國文化及語言有一定了解。因此在《華英字典》可以找到很多出自《紅樓夢》和《論語》的例句。《華英字典》是世界上第一本英漢－漢英對照的字典，篇幅大內容豐，有豐富的例句及解釋，並收錄大量成語、俗語。1844年衛三畏的《英華韻府歷階》及1847年麥都思的《英漢字典》都把它當作參照基礎。
1866年，德國傳教士羅存德在香港出版一部兩卷本的《英華字典》，可算是香港最早的雙語字典。羅存德在1848年到香港傳福音，於1853年成為香港的中國福音傳道會的主要負責人。他曾編寫過《英話文法小引》及《英華行篋便覽》。
1953年，《新华字典》出版。

### 越南
1624年左右，法國的傳教士Loutek（Alexandre de Rhodes）來到越南。開始使用羅馬字母來拼寫越南語，在1651年出版第一本《越南-葡萄牙-拉丁語字典》（Dictionarium Annamaticum， Lusitanum et Latinum）。羅馬字自從17世紀傳入越南了，一直長期為少數的天主教徒所使用。這套羅馬字系統後來經過多番修改，直到1986年胡大緯宣佈了越南.獨立的成為唯一的國定書寫系統。

## 編纂理念
規範主義或描述主義從來是編纂字典的兩個重要派別。
中國正式使用「字典」一詞始於《康熙字典》。根據《說文解字》，典是五帝的書本，神聖尊貴的大冊。
在香港，漢字的粵語讀音應該從反切還是從俗的爭議即是一例。⽀持「以古代辭書切音為準」的，一般稱為「從切」派；⽀持「以現代通行讀音為準」的，一般稱為「從眾」派。相關爭議引發了粵語正音運動，並導致市場上大量字詞典改從何文匯等人提倡的「正音」，不過也有不少專家不承認其「正音」，並批評所謂「正音運動」其實是「滅音運動」。

## 字的排序
當字典所用的是拼音文字，字詞多數以拼音字母來排序。規律是以最常用音讀為首、訓讀為次。
中文字是表意文字，傳統上字書排列方式是根據部首（如《康熙字典》），韻書則以韻部分類（如《廣韻》）。部首在許慎創立時，共有540個，後來不斷歸納淘汰，《辭源》中的部首只剩下240餘個，到了《漢語大辭典》只有200餘個。在1925年之後，部分中文字典開始使用由王雲五發明的四角號碼檢字法。
現在大部分簡體字的漢語字典的字詞是根據普通話音標來排列的，而繁體中文字典則有部首、漢語拼音、注音符號等不同的排序方式。

## 標音系統
各地民族都為自己的語言發展一套音標系統。中文受梵文啟發，創造出的最早的音標系統是反切，即第一個字的聲加上第二個字的韻，再轉調而成，如「龍，盧容切」。也有標註直音字的，如「龍，並音籠」。
《現代漢語詞典》使用普通話的羅馬字母及4聲調符號（汉语拼音）作為標音系統，台灣出版的辭典則以注音符號標音。
香港的中文字辭典除標普通話外，亦附註粵語注音，有些還會註粵語直音字。目前有很多粵語拼音的系統各自獨立發展，當中包括：
- 香港語言學學會粵語拼音方案（《商務新詞典》採用）
- 教育學院拼音方案
- 耶魯粵語拼音
- 萬國音標
- 廣州話拼音方案（廣東出版的粵語詞典採用）
- 黃錫凌羅馬拼音
- 劉錫祥拼音

## 類別

### 雙語字典
雙語字典有單向及雙向之分。主要是把外語字詞用母語來解釋，或者把母語的字詞用外語來解釋。雙向雙語字典基本上是兩本單向雙語字典合併在一起，更同時使用外語及母語作解釋。

### 學生字典
針對學生學習的要求，字典收詞方面、意思解釋及例句選材方面儘量以容易明白為原則，並且加入插圖幫助解釋。

## 其他
對於拼音文字，句子結構很重要，文法字典更是不可少。為了不同需要，更有諺語字典、分類詞詞典、同義詞詞典、反義詞詞典、同韻尾詞典等等。對於中文，更有成語字典。
百科全书式学者钱锺书愛读字典，在旅途中“怡然自得，手不釋卷”，輪船上惟以《約翰生字典》自隨；又例如《韦氏大词典》，他竟能读三遍。他有一部40年代末流行的《简明牛津字典》，在每一页的空白处都密麻写满批注。

## 常見內容
為了提供更多功能，辭典會加入其他內容。例如：地方名稱、常見人名列表、度量衡、其他語言的字母表等等。

## 形式
字典常常以不同的型態出現。袖珍版本為了方便攜帶。袋裝版本容易放在口袋裡。精簡版本只收錄非常常用的字詞。軟皮版本價錢便宜一點。硬皮版本耐用一點。電子字典方便查詢。網上字典方便連接其他系統。更有發聲字典讓學生容易掌握發音。

### 主要漢語字典列表
韻書
- 《声类》
- 《切韻》
- 《韻英》，唐代元庭堅
- 《廣韻》，宋朝陳彭年等著
- 《唐韻》
- 《古文四聲韻》，宋朝夏竦等著
- 《集韻》，宋朝丁度等撰、方成珪考正
- 《韻會》
- 《正韻》
- 《漢隸字源》
- 《金石文字辨異》
- 《韵镜》
- 《七音略》
- 《礼部韵略》
- 《切韵指掌图》
- 《五音集韵》
- 《古今韵会举要》
- 《中原音韵》
- 《蒙古字韵》
- 《五方元音》
- 《音学五书》
- 《六书音均表》
- 《诗声类》
- 《说文声类》
- 《切韵考》
- 《成均图》
- 《十韵汇编》
- 《五音集韻》，金朝韓道昭著
- 《古今韻會舉要》，元朝黃公紹編輯、熊忠舉要
- 《洪武正韻》，明朝樂韶鳳等撰
- 《俗書刊誤》，明朝焦竑著
- 《集韻考正》，清朝方成珪

字書
- 《干祿字書》，唐朝顏元孫著
- 《五經文字》，唐朝張參著
- 《九經字樣》，唐朝唐玄度著
- 《漢隸字源》，宋朝婁機著
- 《字鑑》，元朝李文仲著
- 《六書正訛》，元朝周伯琦著
- 《正字通》，明朝康熙戊午17年，張自烈著
- 《隸辨》，清朝顧藹吉著
- 《經典文字辨證書》，清朝畢沅著
- 《增廣字學舉隅》，清朝同治甲戌13年鐵珊著
- 《宋元以來俗字譜》，民國劉復、李家瑞著

字典
- 《尔雅》
- 《說文解字》，漢朝許慎編著
- 《训纂篇》
- 《字林》，晋朝吕忱
- 《字统》，后魏杨承庆
- 《玉篇》，梁顾野王
- 《一切經音義》，唐朝釋玄應
- 《開元文字音義》，唐朝唐玄宗
- 《字彙》，明朝萬曆年間梅膺祚
- 《字彙補》，清朝康熙5年，吳任臣著
- 《方言箋疏》，清朝錢繹撰
- 《康熙字典》，清朝康熙年間，張玉書及陳廷敬等編
- 《中華大字典》，陸費逵等編
- 《新华字典》
- 《漢語大字典》
- 《新部首大字典》
- 《大字源》
- 《中華字海》，中華書局
- 《國音字典》，中國大辭典編纂處
- 《同源字典》，王力編
- 《王力古漢語字典》，王力編
- 《甲骨文字典》，四川辭書出版社
- 《李氏中文大字典》

線上字典
- （繁體中文） 民間實用成语典
- 《林語堂當代漢英詞典（页面存档备份，存于）》
- 《異體字字典 （页面存档备份，存于）》中華民國教育部編輯
- 《漢典 （页面存档备份，存于）》
- 韻典網 （页面存档备份，存于）
- DICT.TW 線上字典 （页面存档备份，存于）

## 主要出版商
- 商務印書館
- 中華書局

## 著名字典編纂人物
- 马礼逊
- 羅存德
- 利瑪竇
- 衛三畏
- 麥都思
- 杜登
- 許慎
- 方毅、杜亞泉、孫硫珍、張元濟、傅運森
- 王雲五
- 王力
- 舒新城
- 呂叔湘

## 延伸阅读
- Henning Bergenholtz/Sven Tarp (eds.): Manual of Specialised Lexicography. Benjamins 1995.
- Sandro Nielsen: The Bilingual LSP Dictionary. Gunter Narr 1994.

## 外部連結
- 维基词典中的词条「字典」